# 麻田弁自

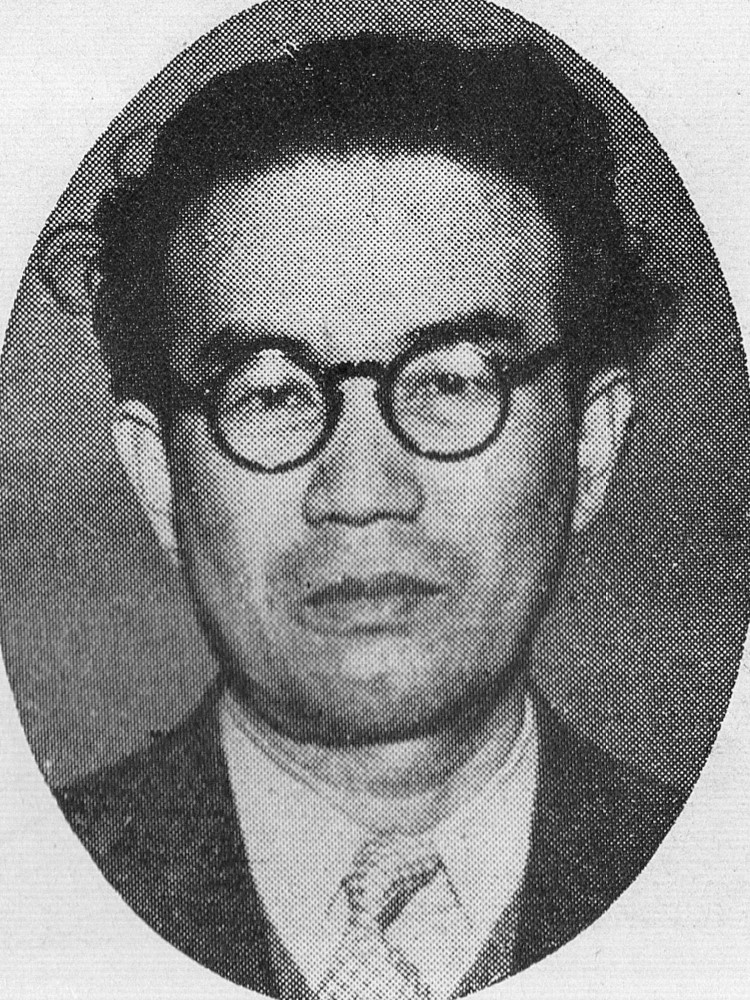
麻田弁自

麻田 弁自（あさだ べんじ、1900年〈明治33年〉12月14日 - 1984年〈昭和59年〉12月29日）は、明治時代から昭和時代にかけての日本画家、版画家。長男は日本画家の麻田鷹司、次男は洋画家の麻田浩。旧字体表記は麻田辨自。

## 来歴
京都府船井郡富本村（現・南丹市）に生まれる。本名は弁次。父は中西栄治、母はふじ。西村五雲に師事して日本画を学んでいる。1914年（大正3年）から作画を開始しており、同年、京都市立美術工芸学校に入学した。1921年（大正10年）の第3回帝展に出品した「洋犬哺乳」が初入選、1924年（大正13年）、京都市立絵画専門学校を卒業する。1927年（昭和2年）から麻田姓を名乗り、翌1928年（昭和3年）頃から棟方志功らと版画同人誌『版』を刊行する。1929年（昭和4年）、五雲に入門し、また、徳力富吉郎や浅野竹二、亀井藤兵衛らと京都創作版画協会の結成に参加した。1930年（昭和5年）には恩地孝四郎らとともに雑誌『きつつき』を創刊するとともに木版画のシリーズ「新京都風景」（12枚1組）を徳力、浅野と共作で刊行した。翌1931年（昭和6年）、雑誌『大衆版画』を創刊、1932年（昭和7年）に日本版画協会に入会している。さらに1933年（昭和8年）、武田新太郎らと雑誌『黄楊』を発刊、その後、1938年（昭和13年）、五雲社中の山口華楊らと晨鳥社という日本画の団体を創設する。
1950年（昭和25年）の第6回日展で「樹蔭」が、翌1951年（昭和26年）の第7回日展で「群棲」が続けて特選を果たすとともに同年、同志とともに京都版画協会を結成した。その後、1958年（昭和33年）には日展の評議員となった。1959年（昭和34年）の第2回新日展では「風霜」が文部大臣賞を受賞、1964年（昭和39年）の第7回新日展では「潮騒」が日本芸術院賞を受賞した。1977年（昭和52年）、著書『巴里寸描』を求龍堂から出版している。

## 作品
- 「燕子花其他」 1930年
- 「犬」 1931年
- 「海芋」 1933年頃
- 「コップの花」 1934年
- 「新日本百景 琵琶湖」 1939年
- 「創作版画花尽 牡丹図」 木版画 内田美術書肆より 1931年
- 「京都八坂の雪」 木版画 東京国立近代美術館所蔵
- 「京都清水寺雨後の月」 木版画 東京国立近代美術館所蔵